# Bulbophyllum pristis
Bulbophyllum pristis là một loài phong lan thuộc chi Bulbophyllum.